# 石川真琴
石川 真琴（いしかわ まこと、1985年8月23日 - ）は日本のグラビアアイドル。所属事務所は東京プロデュースセンター。

## 人物
体型的には巨乳および樽ドルの範疇に入る。
2000年代前半から撮影会モデルとして広範に活動。このタイプとしては珍しいムチムチとした肉感的な体型と健康的な笑顔で人気を呼び、2006年春からはグラビアに本格進出した。2006年前半までは肉付きのいい顔にナチュラルなメイクが相まってどちらかといえば垢抜けない容貌であったが、同年秋発売のイメージビデオ『LOVE BODY』では顎肉が落ちメイクもよりアイドル的に方向転換、大きく印象が変わっている。

## 出演
- milky 石川真琴（2006年5月19日、イーネットフロンティア）
- 100cmの謝肉祭 石川真琴（2006年8月25日、ぶんか社）
- LOVE BODY 石川真琴（2006年11月17日、日本メディアサプライ）
- 100までiして…。（2007年3月26日、英知出版）
- Busty Beauty（2007年6月22日、竹書房）

## 雑誌
- Bejean白娘隊(ジーオーテー)